# Mirków (województwo dolnośląskie)
Mirków – wieś w Polsce położona w województwie dolnośląskim, w powiecie wrocławskim, w gminie Długołęka.

## Podział administracyjny
W latach 1945–1951 lub 1954 Mirków administracyjnie wchodził w skład gminy Zakrzów w powiecie oleśnickim. W latach 1975–1998 miejscowość administracyjnie należała do województwa wrocławskiego.

## Demografia
Według Narodowego Spisu Powszechnego (III 2011 r.) liczył 1965 mieszkańców. Jest trzecią co do wielkości miejscowością gminy Długołęka.

## Nazwa
Nazwa miejscowości notowana była w formach Mierkowicz (1295), Myrckaw (1346), Mirco (1351), Mirkowicz (1403), pagus Mirkow (1670), Mirckau (1743), Mürkau (1785), Mirkau (1845), Mirkowice, Mirkau (1900), Mirkau, Mirków (1941), Mirkau – Mirków, -owa, mirkowski (1947). Dawna forma Mi(e)rkowice jest nazwą patronimiczną od nazwy osobowej Mirek z przyrostkiem -owice. Od XIV wieku pojawia się forma Mirków ze zmianą sufiksu -owice na -ów. Najstarszy fonetyczny zapis Mierkowice uwarunkowany jest pozycją samogłoski przed r. Nazwa została zaadaptowana do języka niemieckiego jako Mirkau.

## Instytucje
- Zespół Szkolno-Przedszkolny im. Kawalerów Orderu Uśmiechu w Mirkowie
- Kościół Parafialny w Mirkowie pw. św. Brata Alberta Chmielowskiego
- Poczta Główna dla dzielnic Wrocławia, 55-095 Mirków, ul. Wolności 42-44

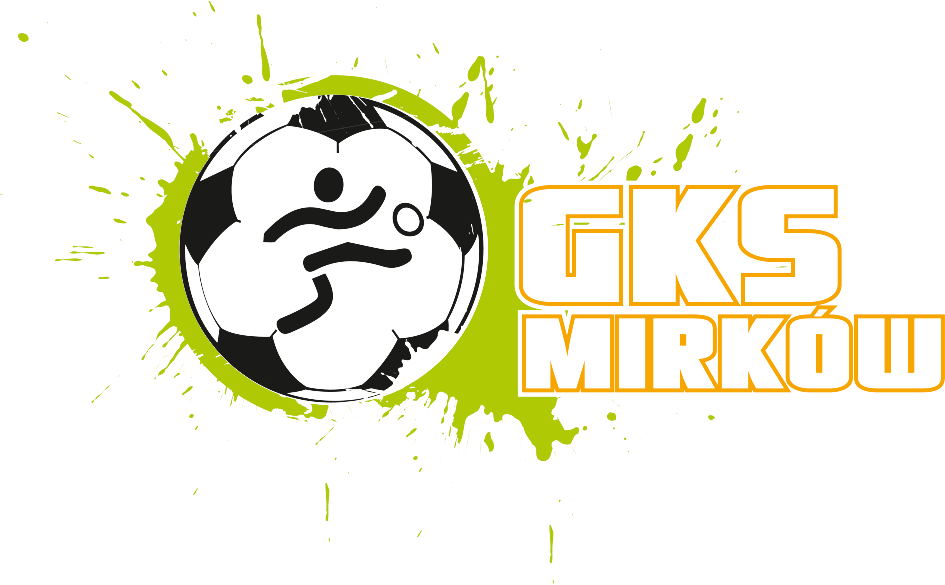
Gminny Klub Sportowy Mirków/Długołęka

## Sport
Gminny Klub Sportowy Mirków założony został w 1952 roku. W sezonie 2017/2018 odniósł największy sukces w swojej historii, zajmując I miejsce w rozgrywkach piłkarskiej wrocławskiej Klasy Okręgowej i tym samym awansując do rozgrywek czwartoligowych. Drużyna rozgrywa swoje mecze na stadionie w Mirkowie przy ulicy Kiełczowskiej 11. Barwy klubowe – niebieskie. Stroje domowe: biało-zielone, stroje wyjazdowe – zielono-czarne.